# Polanka (Ostrava)
Polanka je kopec s nadmořskou výškou 274 m n. m., nachází se v ulici Tomáškova u dálnice D1 v obci Polanka nad Odrou. Kopec je nejvyšším bodem katastru obce Polanka nad Odrou a leží v Moravské bráně v okrese Ostrava-město v Moravskoslezském kraji. U vrcholu se nachází konstrukčně zajímavý ocelový příhradový stožár s vysílačem.  Z vrcholu jsou výhledy směrem k pohoří Beskydy.

## Další informace

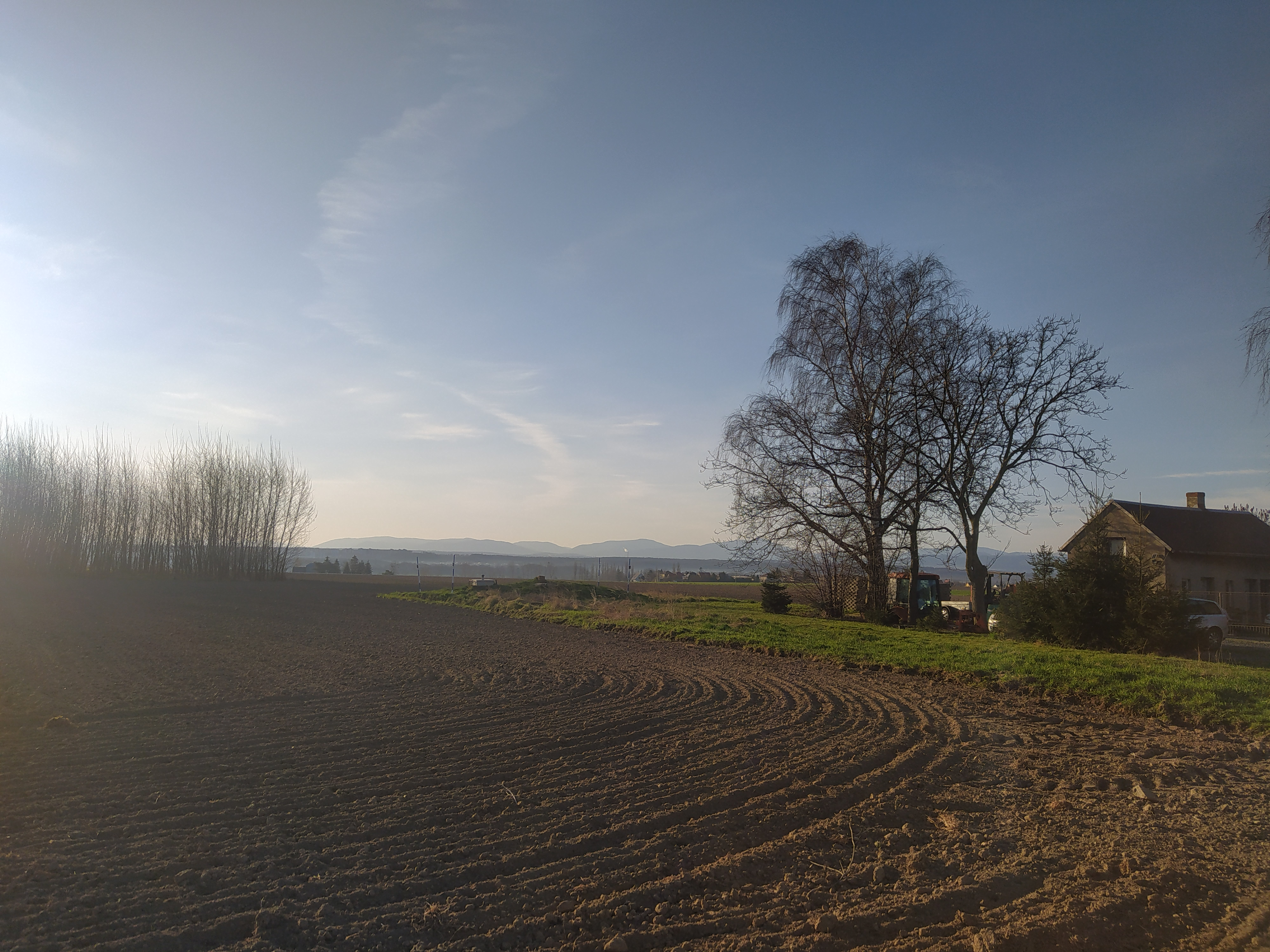
Vrchol kopce Polanka a ranní výhled na Beskydy

Severozápadně v údolí pod kopcem je hranice geologického styku Moravské brány a Vítkovské vrchoviny.
Východním směrem (cca 248 m) se nachází pozorovatelna civilní obrany Polanka nad Odrou.
V blízké obci Polanka nad Odrou se nachází Polanský bludný balvan v Parku Václava Nelhýbla.